# NGC 748
NGC 748 је спирална галаксија у сазвежђу Кит која се налази на NGC листи објеката дубоког неба.
Деклинација објекта је - 4° 28' 2" а ректасцензија 1h 56m 21,8s. Привидна величина (магнитуда) објекта NGC 748 износи 12,6 а фотографска магнитуда 13,4. Налази се на удаљености од 76,6000 милиона парсека од Сунца. NGC 748 је још познат и под ознакама MCG -1-6-4, IRAS 01538-0442, PGC 7259.